# HMS Sirius (1786)
 (septembre 2024).
Pour les autres navires du même nom, voir HMS Sirius.
Le HMS Sirius est un navire de 10 canons en service dans la Royal Navy.

## Histoire
Ancien navire marchand nommé Berwick, il est acheté en 1781 par la Royal Navy.
Navire amiral de la First Fleet, il quitte Portsmouth en 1787 pour établir la première colonie de Nouvelle-Galles du Sud à Botany Bay dans l'actuelle Australie.
En 1790, il sombre près de l'île Norfolk dans le cadre d'un transfert de prisonniers et de provisions.

## Postérité
Le site du naufrage du Sirius est protégé selon l'Historic Shipwrecks Act 1976 (en) et est listé sur l'Australian National Heritage List.